# Fernando IV da Toscana
Fernando IV (em italiano Ferdinando Salvatore Maria Giuseppe Giovanni Battista Francesco Luiggi Gonzaga Raffaello Rainiero Gennaro d'Asburgo-Lorena; Florença, 10 de junho de 1835 - Salzburgo, 17 de janeiro de 1908), foi o último Grão-Duque da Toscana, além de ter sido Arquiduque da Áustria.

## Biografia
Filho de Leopoldo II e de Maria Antonia de Bourbon-Duas Sicílias, Fernando foi proclamado Grão-duque em 1859, após a abdicação de seu pai. Nunca foi coroado nem voltou a viver em Florença pois, em 1860, a Toscana foi anexada ao novo Reino de Itália. Apesar da extinção do grão-ducado, Fernando IV manteve o "fons honorum" e todas as ordens dinásticas da antiga nação, concedendo títulos e condecorações após 1860.
Após o referendo que sancionou a anexação da Toscana, Fernando foi apelidado de "Rei de Castiglion Fibocchi" porque, neste pequeno povoado da província de Arezzo foi registrada a maior porcentagem de rejeição à união com o "reino dos Saboya".

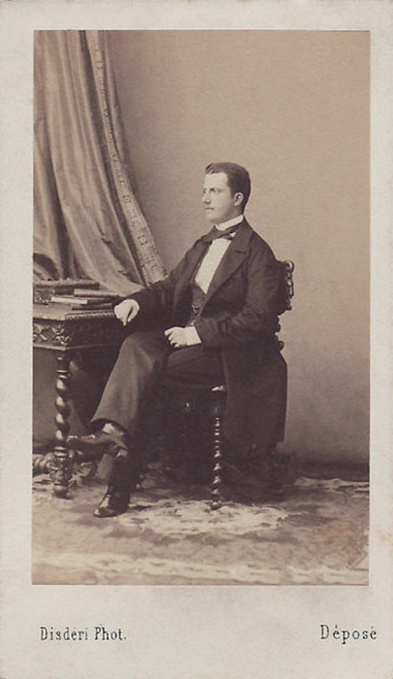

Entre 1859 e 1866 personalidades toscanas como Eugenio Alberi, organizaram um partido de cunho legitimista-autonomista com o objetivo de defender os direitos dinásticos de Fernando IV e de promover uma reforma federalista no Estado italiano recém formado. Chegaram, inclusive, a criar um jornal (o "Firenze") para propagar as idéias do partido.

## Casamento e filhos
Fernando casou-se em 1856 com a princesa Ana Maria da Saxônia, filha do rei João I e da princesa Amélia Augusta da Baviera, com quem teve uma filha:
- Maria Antônia (1858-1883), de saúde delicada, renunciou aos seus bens e títulos para ingressar na vida religiosa na cidade de Praga, onde chegou a ser abadessa. Morreu de tuberculose aos vinte e cinco anos de idade.

A princesa Ana Maria morreu em 1859, vitimada pela febre tifóide, meses antes de seu marido ser proclamado Grão-duque. Em 1868 Fernando IV casou-se em segundas núpcias com a princesa Alice de Bourbon-Parma, filha de Carlos III de Parma e de Luísa Maria de França. O casal teve dez filhos:
- Leopoldo Fernando (1868-1953), excluído da linha de sucessão devido aos seus problemas com o alcoolismo e à sua conturbada vida amorosa;

- Luísa (1870-1947), casou-se com o rei Frederico Augusto III da Saxónia;

- José Fernando (1872-1942), tornou-se chefe da Casa da Toscana com a exclusão de seu irmão Leopoldo da linha sucessória. Renunciou aos seus títulos para casar-se morganaticamente;

- Pedro Fernando (1874-1948), casou-se com Maria Cristina de Bourbon-Duas Sicílias. Tornou-se chefe da Casa da Toscana após a renúncia de seu irmão José;

- Henrique Fernando (1878-1969)

- Ana Maria (1879-1961)

- Margarida Maria (1881)

- Germana Maria (1884-1955)

- Roberto Fernando (1885-1995)

- Agnes Maria (1891-1945)

## Morte
Fernando IV morreu no exílio, em Salzburgo, em 1908. Foi sepultado na Cripta Imperial de Viena.